# Bertrand V de La Tour d'Auvergne
Pour les articles homonymes, voir De la Tour et Bertrand de La Tour d'Auvergne.
 (août 2025).
Si vous disposez d'ouvrages ou d'articles de référence ou si vous connaissez des sites web de qualité traitant du thème abordé ici, merci de compléter l'article en donnant les références utiles à sa vérifiabilité et en les liant à la section « Notes et références ».
Bertrand V (ou VII) de la Tour d'Auvergne, Né vers 1390-1395 mort le 22 mars 1461, fut seigneur de La Tour et de Montga(s)con, puis comte d'Auvergne et de Boulogne (Bertrand Ier).
Il était fils de Bertrand IV (ou VI), seigneur de La Tour et de Montgascon (lui-même fils de Guy de La Tour d'Oliergues et de Ma(r)the Roger de Beaufort, fille de Guillaume II Roger et grand-tante des deux Anne Roger de Beaufort évoquées plus bas), et de Marie Ire, comtesse d'Auvergne et de Boulogne.
Il épousa en 1416 Jacquette du Peschin (~1395,† 1473), fille de Louis seigneur du Peschin (famille bourbonnaise, titulaire du fief du Peschin, maison forte disparue à Bellenaves) et d'Iseult de Sully-Beaujeu, et eut :
- Bertrand VI (ou VIII) (1417 † 1494)[2], comte d'Auvergne et de Boulogne (Bertrand II), arrière-grand-père de Catherine de Médicis, comtesse d'Auvergne et reine de France, et de Diane de Poitiers (Louis XV descend des deux !)
- Godefroy Ier († 1469), seigneur de Montgascon (Montgacon, à Maringues et Luzillat) : il épouse Anne de Rog(i)er de Beaufort-Canillac (une arrière-petite-fille de Guillaume II Roger, et donc une petite-nièce de Marthe Roger de Beaufort ci-dessus), d'où : 
  - Jean, x Catherine de Polignac-Chalencon, sœur d'Antoinette ci-après
  - Godefroid II de Montgacon († 1497), qui se marie avec Antoinette/Anthonie de Polignac, fille du vicomte Guillaume-Armand Ier (Armand XIII) de Polignac de Chalencon (sœur de Catherine ci-dessus, et d'autre Antoinette de Polignac qui épousa Béraud III Dauphin de L'Espinasse, Jaligny, Combronde et St-Ilpize) ; la fille d'Antoinette et Godefroy II : 
    - Anne de La Tour d'Auvergne-Montgascon († 1530), épouse 1° 1506 Charles de Bourbon-Roussillon, fils de Louis de Bourbon-Roussillon et de Jeanne de Valois, puis 2° 1518 son lointain cousin François II de La Tour d'Oliergues, vicomte de Turenne (petit-fils d'Annet IV de La Tour d'Olliergues et d'Anne Roger de Beaufort vicomtesse de Turenne, une cousine issue de germain de son homonyme Anne qu'on a rencontrée comme femme de Godefroy Ier) : alors les La Tour d'Oliergues de Turenne prennent le nom de La Tour d'Auvergne de Turenne ; Anne de Montga(s)con et François II de La Tour sont : 
      - les parents de François III de La Tour d'Auvergne vicomte de Turenne († 1557, x Eléonore de Montmorency) ; les grands-parents d'Henri, duc de Bouillon et prince de Sedan, † 1623 ; et les arrière-grands-parents du maréchal de Turenne (1611-1675)

    - Suzanne, x 1500 Claude de Chalencon de Rochebaron
- Gabrielle († 1474), mariée en 1442 à Louis Ier de Bourbon († 1486), comte de Montpensier et dauphin d'Auvergne
- Isabelle († 1488), mariée en 1450 à 1° Guillaume de Blois-Châtillon († 1456), vicomte de Limoges, puis en 1457 à 2° Arnaud Amanieu d'Albret († 1463), sire d'Orval et d'Esparre, fils cadet de Charles II d'Albret : d'où postérité des deux mariages, le roi Henri IV descendant du premier
- Louise († 1469) mariée en 1446 à Jean V, sire de Créquy († 1474)
- Blanche, abbesse de Cusset, morte après 1472[3]

Un fils naturel Thibaud (-1499), est évêque de Sisteron.